# Лихо з розуму
«Лихо з розуму» (також «Горе з розуму»; рос. дорев. «Горе отъ ума») — комедія у віршах О. С. Грибоєдова 1825 року — твір, який зробив свого творця класиком російської літератури. Вона поєднує в собі елементи класицизму і нових для початку XIX століття романтизму і реалізму.
Комедія «Горе від розуму» — сатира на аристократичне московське суспільство першої половини XIX століття — одна з вершин російської драматургії й поезії; фактично завершила «комедію у віршах» як жанр. Афористичний стиль «Горя з розуму» сприяв тому, що воно «розійшлося на цитати».

## Історія створення

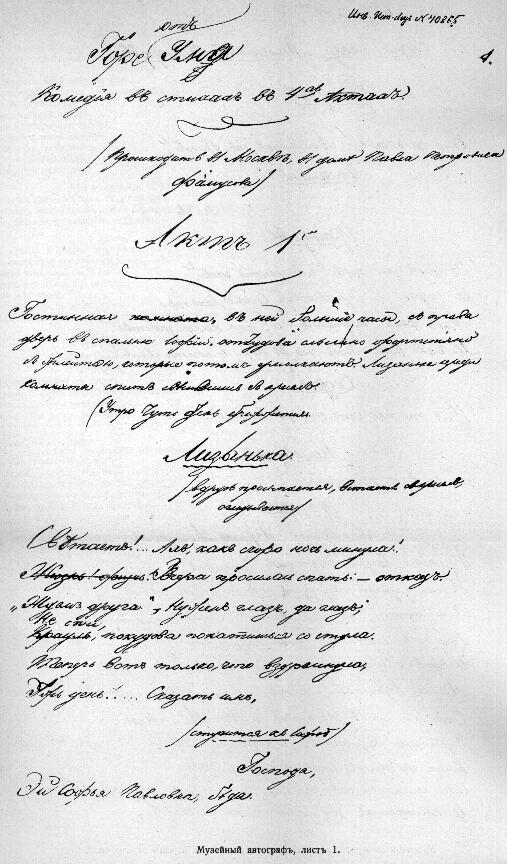
Музейний автограф «Лиха з розуму» (назва переправлена автором з «Горе розуму»). 1-а сторінка

1816 року Грибоєдов, повернувшись із-за кордону, опинився в Петербурзі на одному зі світських вечорів та був вражений тим, як уся публіка схиляється перед іноземцями. Того вечора вона оточила увагою і турботою якогось балакучого француза. Грибоєдов не витримав і сказав полум'яну викривальну промову. Поки він говорив, хтось із публіки заявив, що Грибоєдов божевільний. Петербургом пішли чутки: Грибоєдов з'їхав з глузду. Вирішивши помститися за відверту образу, драматург задумав написання комедії про послужливість світського товариства.
Збираючи матеріал для здійснення задуму, він багато ходить по балах, світських вечорах та раутах. Вже у 1823 році Грибоєдов закінчує першу редакцію комедії (первинна назва — «Горе розуму»). Цього ж року, в Тифлісі її текст з'являється як так званий «Музейний автограф» Грибоєдова. У цій редакції ще не було освідчення Молчаліна Лізі та кількох інших епізодів. У 1825 році в альманасі «Російська Талія» Грибоєдов публікує фрагмент комедії (7-10 появи I дії, з цензурними вилученнями і скороченнями). Через три роки, у 1828, вирушаючи на Кавказ і далі у Персію, Грибоєдов залишає в Петербурзі у Ф. В. Булгаріна так званий Булгарінський рукопис — авторизований список із написом: «Горе моє доручаю Булгаринові. Вірний друг Грибоєдов». Це був оригінал рукопису твору, та являв собою остаточну авторську ідею. У січні 1829-го Грибоєдов гине у Тегерані. Подальша доля автографа невідома, його слід загубився між віків. Найбільш відома кампанія по його пошуку в 1940-1960 роках у Грузії мала характер сенсації, проте результатів не дала.

## Сюжет
Молодий дворянин Олександр Андрійович Чацький повертається з-за кордону. Він три роки не бачив своєї коханої, Софії Павлівни Фамусової, якій тепер 17 років. Молодик бажає одружитися з нею, проте Софія ображена на Олександра за те, що він несподівано поїхав і не писав їй листів. Згодом з'ясовується, що вона закохана в іншого. Її обранець — молодий секретар Олексій Степанович Молчалін, що живе в будинку її батька, Павла Фамусова. У цьому будинку впродовж доби і розгортаються події твору.
Чацький не розуміє, чим Молчалін сподобався Софії. Він підносить образ коханої, а Молчаліна зневажає за послужливість та низьковклінність перед високопосадовцями. Чацький своїми монологами викриває московське суспільство, котре для нього втілює Павло Фамусов, батько Софії. Його обурює дріб'язковість, показова вченість та нещирість тутешніх жителів.
Водночас ширяться чутки про божевілля Чацького, котрі розповсюджує ображена Софія. Врешті, Чацький вирішує покинути Москву і ніколи туди не повертатись. Батько Софії залишається переконаним у його божевіллі.

## Переклади українською
Українською мовою «Лихо з розуму» переклали А. Волкович («Горе з розуму», 1936), Максим Рильський, Діодор Бобир, Євген Дроб'язко (у співавторстві, «Лихо з розуму», 1947).

## Критика
Олександр Пушкін висловив свої критичні зауваження щодо твору Грибоєдова наприкінці січня 1825 року в листі Олександру Бестужеву. Він зокрема писав:
«У комедії „Лихо з розуму“ хто розумна дійова особа? Відповідь: Грибоєдов. А чи знаєш, що таке Чацький? Палкий, благородний добрий малий, такий, що провів трішки часу з дуже розумною людиною (саме з Грибоєдовим) і наситився його думками, гостротою і сатиричними зауваженнями. Все, що говорить він, дуже розумно. Але кому він говорить усе це? Фамусову? Скалозубу? На балу московським бабусям? Молчаліну? Це нестерпно. Перша ознака розумної людини — з першого погляду знати, з ким маєш справу, і не метати бісеру перед Репетиловими і тому подібними…».

## Основні постановки
- 1825 — постановка учнів Петербурзького театрального училища під наглядом Грибоєдова, заборонена Петербурзьким генерал-губернатором Милорадовичем.
- 1827 — перша постановка комедії, виконана офіцерським театром в Сардарському палаці в Єревані. Єдина постановка п'єси, на якій був присутній Грибоєдов[8][9].
- 1829, 2 грудня — сцени з 1-го акту в Большой театр Санкт-Петербургу (бенефіс актриси Марії Вальберхової)[10].
- 1830, 23 травня — 3-й акт в Москві, і там же 25 лютого 1831 (серед акторів: Михайло Щепкін — Фамусов та Павло Мочалов — Чацький).
- 1830, 16 липня — 3-й і 4-й акти, Санкт-Петербург (серед виконавців ролі Чацького — Василь Каратигін та Іван Сосницький).

## Фільмографія
- 1952 р. — фільм-спектакль в постановці Малого театру СРСР, постановка — Пров Садовський.
- 1977 р. — фільм-спектакль Державного академічного Малого театру, постановка — Віталій Іванов, Михайло Царьов.
- 2000 р. — відеоверсія спектаклю 1998 р. в постановці Олега Меньшикова.

1. ↑  Марусик, Тарас (8 березня 2012). Туга Тараса Шевченка за державою мови. Радіо Свобода (укр.). Процитовано 17 жовтня 2023.
2. ↑  «Творчість Максима Рильського» Олександр Білецький.
3. ↑  Горе з розуму. molodyytheatre.com (укр.). 30 вересня 2016. Процитовано 17 жовтня 2023.
4. ↑  Бегичев С. Н. Записка об А. С. Грибоедове // А. С. Грибоедов в воспоминаниях современников. — М., 1929.
5. ↑  История русской литературы XIX века. Часть 1: 1795–1830 годы / под ред. В. И. Коровина. — М.: Гуманитарный изд. центр ВЛАДОС, 2005.
6. ↑  Грибоедов в воспоминаниях современников. — М.: Художественная литература, 1980
7. ↑  Пушкин А. С. Собрание сочинений. В 10-ти томах. — М.: Художественная литература, 1977. — Т. 9. Письма 1815—1830 годов. Примечания И. Семенко. — С. 127. — 500 000 экз.
8. ↑  М. Д. Амирханян. Классики русской литературы и Армения. — Ер.: Научно-исследовательский центр проблем высшего образования, 1991. — С. 35. — 104 с.
9. ↑  Лицо и гений: зарубежная Россия и Грибоедов — Стор. 177, Михаил Дмитриевич Филин — 2001
10. ↑  Wayback Machine. web.archive.org. 23 листопада 2015. Архів оригіналу за 23 листопада 2015. Процитовано 17 жовтня 2023.